# Тосканский ордер

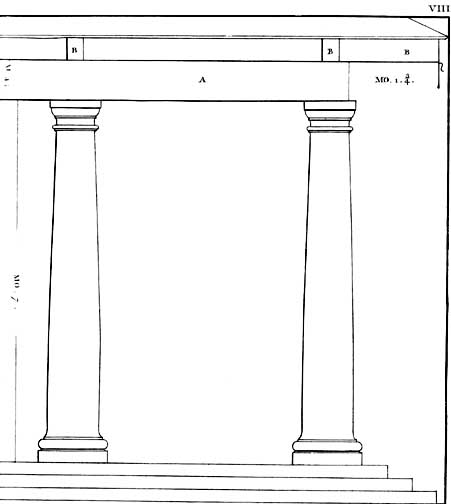
Тосканский ордер, иллюстрация из Четырёх книг об архитектуре Андреа Палладио.

Тоска́нский о́рдер — архитектурный ордер, возникший в Древнем Риме на рубеже I века до н. э. и I века н. э. Является упрощенным вариантом дорического ордера, от которого отличается гладким фризом, наличием базы и колонной без каннелюр.
Тосканский ордер в большей степени — плод творчества архитекторов-теоретиков эпохи итальянского Возрождения.

## Происхождение ордера
Тосканский ордер стал известен в первую очередь благодаря его описанию в трактате «Десять книг об архитектуре» древнеримского архитектора Витрувия. Зодчий описывал его, как ордер, имевший италийское, а не древнегреческое происхождение, и существенно отличавшийся от греческой ордерной системы. В своём трактате Витрувий подробно описал храм «тускского» типа, в котором деревянный антаблемент поддерживался каменными колоннами. До эпохи Возрождения не дошли «чистые» варианты ордера, имевшего, согласно Витрувию, тяжёлые пропорции, широкую базу, сильное утонение ствола колонны, высокую капитель с «распластанным» эхином и чрезвычайно высокой абакой. В отличие от полного описания колонны с базой и капителью, древнеримский архитектор описал антаблемент тосканского ордера в строительных терминах, а пропорции только в общих чертах.
Под «тусками» Витрувий подразумевал этрусков, создавших на севере Апеннинского полуострова высокоразвитую цивилизацию. От имени этого народа произошло современное название одной из областей Италии — Тосканы. По этой причине влиятельный архитектор и теоретик Джакомо да Виньола, как и все последователи Витрувия, стал называть данный ордер «тосканским».
Этрусские храмы, описанные Витрувием, не сохранились и теоретики архитектуры эпохи Возрождения искали черты «тускского» ордера в уцелевших руинах Древнего Рима. В древнеримском варианте тосканский ордер был применён в амфитеатрах Вероны и Пулы, реконструкции которых были зарисованы в трактатах Себастьяно Серлио и Андреа Палладио. Виньола, не найдя образцов данного ордера в Риме, опирался на словесное описание из трактата Витрувия (иллюстрации к трактату не сохранились), дополнив ордер собственными заключениями о его возможных пропорциях.
«Реконструированный» в эпоху итальянского Возрождения тосканский ордер имел значительное сходство с римским дорическим, что побуждало исследователей называть его «ранним», «упрощённым» вариантом римско-дорического, а также «тускско-дорическим». В своём «упрощённом римско-дорическом» варианте тосканский ордер имел большую популярность в архитектуре Возрождения.

## Пропорции тосканского ордера
Поскольку ордер «реконструировался» различными архитекторами, не существовало единого стандарта его пропорционального построения. Высота колонны у разных авторов могла варьироваться от 6 до 7½ её диаметров. Витрувий устанавливал высоту колонны тосканского ордера в 7 диаметров. Себастьяно Серлио не принял такие пропорции, отмечая, что сам Витрувий устанавливал наиболее подходящую высоту колонны дорического ордера также в 7 диаметров. Серлио считал, что более простой тосканский ордер должен быть короче дорического, поэтому установил высоту колонны в 6 диаметров. Серлианский вариант тосканского ордера имел излишне приземистые пропорции и впоследствии особого распространения не получил.
Джакомо да Виньола, Андреа Палладио и Джеймс Гиббс устанавливали высоту колонны тосканского ордера в 7 диаметров. Винченцо Скамоцци предлагал высоту колонны в 7½ диаметров, а Клод Перро — в 7⅓ диаметров.